# Psychotria actinophora
Psychotria actinophora är en måreväxtart som beskrevs av Ignatz Urban. Psychotria actinophora ingår i släktet Psychotria och familjen måreväxter. Inga underarter finns listade i Catalogue of Life.